# 우주전함 야마토 2

《우주전함 야마토 2》(일본어: 宇宙戦艦ヤマト2 우추센칸야마토쓰[*])는 1978년 일본 요미우리 TV 방송에서 방영된 SF 애니메이션 시리즈이다. 후속작으로 《우주전함 야마토 3》이 있으며, 한국에서는 MBC에서 1985년에 《날으는 우주선》이라는 이름으로 방영된 후 나중에 다시 《우주전함 태극호》라는 이름으로 방송되었다.